# Fritz Widhalm
Fritz Widhalm (* 1956 in Gaisberg in Purgstall an der Erlauf in Niederösterreich) ist ein österreichischer Schriftsteller, Hörbuchautor und Videokünstler, der in Wien lebt. Für Musikpublikationen verwendet er mitunter das Pseudonym Mr. Elk.

## Leben
Widhalm schuf mehrere gemeinsame Arbeiten mit Ilse Kilic, etwa im Jahr 2003 das Hörspiel Das dumme Herz sowie im Jahr 2006 die Kurzfilme Das Fröhliche Wohnzimmer verfilmt Gedichte, wo Gedichte von insgesamt 30 Kollegen verfilmt wurden.
Im Jahr 2002 erschien Warum starb der schöne Mann – Kein Kriminalroman von dem ganz Wien spricht. Dieser Kein-Kriminalroman könnte im Sinne von Oulipo als „Homosyntaxismo“ bezeichnet werden. Die Syntax von so genannten Dreigroschenheften wird dabei Stück für Stück mit anderen Inhalten gefüllt.
Fritz Widhalm ist Mitherausgeber der Das fröhliche Wohnzimmer-Edition und Mitglied der Grazer Autorinnen Autorenversammlung, der Interessengemeinschaft österreichischer Autorinnen und Autoren und der Austria Filmmakers Coop. Zudem ist er Leiter des Wiener Glücksschweinmuseums.

## Werke
- Gaisberggefühl, Herbstpresse, Wien 1988.
- Landfluch, Herbstpresse, Wien 1990.
- Das kleinere Übel, Edition-ch, Wien 1990.
- Happy End, Edition Fundamental, Köln 1991.
- KAPITEL VIER, Kollektion Dieter Scherr, Wien 1993.
- Ein schwarzer Herrenschirm, Edition blattwerk, Linz-Wien 1995.
- Ich bin ganz normal, Edition aha, Wien 1995.
- Ein Stelldichein, Corvinus Presse, Berlin 1997.
- :HUCH!, Ritter Verlag, Klagenfurt-Wien 1998.
- MR. ELK & MR. SEAL, Edition Blattwerk, Linz-Wien 1999.
- Warum starb der schöne Mann?, Ritter Verlag, Klagenfurt-Wien 2001.
- ZUM BEISPIEL, Feldforschungen, Herbstpresse, Wien 2002.
- DAS SCHREIBEN oder Ich kann mich nicht ausschließen, Edition ch, Wien 2002
- Ein kleiner Schnitt (gem. mit Ilse Kilic), Das Fröhliche Wohnzimmer, Wien 2005
- Pubertät mit Mädchen, Visionen und Versionen, Edition ch, Wien 2006
- Die Nacht schluckte die Dämmerung, edition zzoo, Wien, 2008
- Heute. Ein letztes Buch, Klever Verlag, Wien, 2016

### Verwicklungsromane
alle gemeinsam mit Ilse Kilic
- Dieses Ufer ist rascher als ein Fluss! Des Verwicklungsromans erster Teil. edition ch, Wien 1999. ISBN 978-3-901015-14-4.
- Neue Nachrichten vom gemeinsamen Herd. Des Verwicklungsromans zweiter Teil. edition ch, Wien 2001. ISBN 978-3-901015-16-8.
- 2003 – Odyssee im Alltag. Des Verwicklungsromans dritter Teil. edition ch, Wien 2001. ISBN 978-3-901015-22-9.
- Zwischen Zwang und Zwischenfall. Des Verwicklungsromans vierter Teil.  edition ch, Wien 2005. ISBN 978-3-901015-28-1.
- Wie wir sind, was wir wurden. Des Verwicklungsromans fünfter Teil. edition ch, Wien 2007. ISBN 978-3-901015-35-9.
- Zeilen entlang der Zeit. Des Verwicklungsromans sechster Teil. edition ch, Wien 2009. ISBN  978-3-901015-42-7.
- Alles, was lange währt, ist leise. Des Verwicklungsromans siebenter Teil. edition ch, Wien 2011. ISBN 978-3-901015-50-2.
- Auf und ab, trab trab trab. Des Verwicklungsromans achter Teil. edition ch, Wien 2011. [2013]. ISBN 978-3-901015-56-4.
- Und wieder vergisst der Tag dann die Nacht. Des Verwicklungsromans neunter Teil. edition ch, Wien 2015. ISBN 978-3-901015-60-1.
- Hallo hallo, die Hutschnur steigt. Des Verwicklungsromans zehnter Teil. edition ch, Wien 2017. ISBN 978-3-901015-67-0.
- Meistens sind wir einfach soso lalalala. Des Verwicklungsromans elfter Teil. edition ch, Wien 2019. ISBN 978-3-901015-70-0.

### Videoarbeiten
- Wenn ich ein Vöglein wär, Musikvideo
- Quite Strange, Musikvideo

### Gemeinschaftsarbeiten
- In den Läufern ist das Abenteuer, gem. mit Ilse Kilic, experimentelle reihe gesamthochschule siegen, 1992.
- IRRE TRICKOHS/DICKE LUFT, krash verlag, mit Ilse Kilic, köln 1995.
- STELLWERK 1. Das Buch zur persönlichen Devianz. (gem. m. Clemens Gadenstätter, Ilse Kilic und Lisa Spalt), Wien 2002.
- GLÜCKOMANIA. Ein Traum in 164 Bildern, Comic, gezeichnet mit Ilse Kilic, Wien 2002.
- IM BANN DER KURVENBAR, SuKuLTuR, Berlin 2003 (Reihe „Schöner Lesen“, Nr. 19).
- Ein kleiner Schnitt. Unser Jahr mit Krebs, Wien 2005